# Víctor Bottaniz
Víctor Alfredo Bottaniz (Resistencia, Provincia de Chaco, Argentina; 12 de mayo de 1953) es un exfutbolista y actual director técnico argentino. Jugaba como lateral por izquierda y su primer equipo fue River Plate. Luego pasó por Unión de Santa Fe, Racing, Temperley y Argentino de Firmat, hasta retirarse en 1989 vistiendo la camiseta de Central Córdoba de Santiago del Estero.
Integró la Selección Argentina y junto con Diego Maradona y Humberto Bravo fueron los últimos 3 futbolistas que quedaron fuera de la lista definitiva de 22 jugadores de César Luis Menotti para el Mundial de 1978.

## Clubes

### Como jugador
| Club                  | País      | Año       |
| --------------------- | --------- | --------- |
| River Plate           | Argentina | 1973-1974 |
| Unión de Santa Fe     | Argentina | 1975-1979 |
| Racing                | Argentina | 1980      |
| Unión de Santa Fe     | Argentina | 1981      |
| Racing                | Argentina | 1982      |
| Unión de Santa Fe     | Argentina | 1982      |
| Racing                | Argentina | 1983      |
| Temperley             | Argentina | 1984      |
| Argentino de Firmat   | Argentina | 1985      |
| Unión de Santa Fe     | Argentina | 1986-1988 |
| Central Córdoba (SdE) | Argentina | 1988-1989 |

### Como entrenador
| Club                        | País      | Año       |
| --------------------------- | --------- | --------- |
| Atlético Rafaela (Reserva)  | Argentina | 2011-2017 |
| Atlético Rafaela (interino) | Argentina | 2012      |
| Atlético Rafaela            | Argentina | 2018      |

## Estadísticas

### Como jugador
Datos actualizados al fin de la carrera deportiva
| River Plate Argentina                       |               |               |     |    |     |     |    |
| 1.ª                                         | 1973          | 4             | 0   | 18 | 0   | 22  | 0  |
| 1.ª                                         | 1974          | 1             | 0   | 3  | 0   | 4   | 0  |
| Total club                                  | Total club    | 5             | 0   | 21 | 0   | 26  | 0  |
| Unión Argentina                             |               |               |     |    |     |     |    |
| 1.ª                                         | 1975          | 19            | 2   | 14 | 0   | 33  | 2  |
| 1.ª                                         | 1976          | 31            | 1   | 16 | 1   | 47  | 2  |
| 1.ª                                         | 1977          | 43            | 10  | 10 | 5   | 53  | 15 |
| 1.ª                                         | 1978          | 26            | 3   | 18 | 3   | 44  | 6  |
| 1.ª                                         | 1979          | 18            | 1   | 1  | 0   | 19  | 1  |
| 1.ª                                         | 1981          | 28            | 0   | 12 | 2   | 40  | 2  |
| 1.ª                                         | 1982          | 28            | 1   | 25 | 1   | 53  | 2  |
| 1.ª                                         | 1986/87       | 25            | 1   | -  | -   | 25  | 1  |
| 1.ª                                         | 1987/88       | 24            | 0   | -  | -   | 24  | 0  |
| Total club                                  | Total club    | 313           | 30  | -  | -   | 313 | 30 |
| Racing Argentina                            |               |               |     |    |     |     |    |
| 1.ª                                         | N-1979        | 15            | 0   | 15 | 0   |     |    |
| 1.ª                                         | M-1980        | 24            | 0   | 24 | 0   |     |    |
| 1.ª                                         | N-1980        | 8             | 0   | 8  | 0   |     |    |
| 1.ª                                         | N-1982        | 12            | 3   | 12 | 3   |     |    |
| 1.ª                                         | N-1983        | 15            | 0   | 15 | 0   |     |    |
| 1.ª                                         | M-1983        | 14            | 0   | 14 | 0   |     |    |
| Total club                                  | Total club    | 88            | 3   | 88 | 3   |     |    |
| Temperley Argentina                         |               |               |     |    |     |     |    |
| 1.ª                                         | M-1984        | 7             | 0   | 7  | 0   |     |    |
| Total club                                  | Total club    | 7             | 0   | 7  | 0   |     |    |
| Argentino (F) Argentina                     |               |               |     |    |     |     |    |
| 1.ª                                         | N-1985        | 6             | 0   | 6  | 0   |     |    |
| Total club                                  | Total club    | 6             | 0   | 6  | 0   |     |    |
| Central Córdoba (R) Argentina               |               |               |     |    |     |     |    |
| 2.ª                                         | 1988-89       | 38            | 5   | 38 | 5   |     |    |
| Total club                                  | Total club    | 38            | 5   | 38 | 5   |     |    |
| Total carrera                               | Total carrera | Total carrera | 478 | 38 | 478 | 38  |    |
| (1) No incluye goles en partidos amistosos. |               |               |     |    |     |     |    |